# Key (công ty)
Key là một hãng visual novel Nhật Bản thành lập vào ngày 21 tháng 7 năm 1998 dưới hình thức là một trong những thương hiệu của nhà xuất bản Visual Arts, đặt trụ sở tại quận Kita, thành phố Ōsaka, tỉnh Ōsaka. Visual novel đầu tay của Key là Kanon (1999) đã xây dựng một kịch bản chi tiết kết hợp với nét vẽ theo phong cách anime hiện đại và âm nhạc lay động, từ đó tạo nên nhiều cảm xúc với người chơi. Trò chơi thứ hai của Key là Air (2000) cũng theo hình thức tương tự, trừ việc cốt truyện được xây dựng phức tạp hơn và lối chơi triệt để hơn Kanon. Ban đầu, Kanon và Air đều ra mắt như những trò chơi dành cho người lớn, nhưng Key đã phá vỡ khuynh hướng này với tựa game thứ ba của họ là Clannad (2004), dành cho mọi lứa tuổi. Đến nay Key đã phát hành 17 visual novel, mới nhất là Lunaria: Virtualized Moonchild (2021), cùng một trò chơi di động phối hợp cùng Wright Flyer Studios là Heaven Burns Red. Key cũng hợp tác với P.A. Works và Aniplex trong việc sản xuất các xê-ri anime Angel Beats! (2010), Charlotte (2015) và Kami-sama ni Natta Hi (2020). Bộ anime giao thoa các nhân vật trong nhiều tác phẩm Key với nhan đề Kaginado đã phát sóng vào năm 2021, và một anime dành cho dự án đa phương tiện Prima Doll cũng dự kiến lên sóng vào năm 2022.
Nhà đồng sáng lập Maeda Jun được ví như đầu tàu của thương hiệu này; ông tham gia hoạch định, viết kịch bản và soạn nhạc cho những visual novel chính của Key. Na-Ga là họa sĩ chính của Key; trong những năm đầu công việc chính yếu của ông là đồ họa cảnh nền, nhưng từ tựa game thứ sáu là Little Busters! (2007), Na-Ga đã trở thành đồng chỉ đạo nghệ thuật với Hinoue Itaru, cựu họa sĩ của Key. Kể từ visual novel thứ 13 của công ty là Summer Pockets (2018), Key chào đón sự tham gia của họa sĩ Fumuyun trong vai trò thiết kế nhân vật chủ chốt bên cạnh Na-Ga. Orito Shinji, nhạc sĩ chính của Key và cũng là một nhà đồng sáng lập, đã sản xuất âm nhạc trong hầu hết tác phẩm. Kai vốn là một nhà văn đến từ công ty mẹ Visual Arts, nhưng đã tích cực phát triển nhiều trò chơi của Key, và tiếp tục giữ vai trò này sau khi một trong những nhà biên kịch chính là Tonokawa Yūto từ chức. Một số nhà biên kịch thuê ngoài nổi bật từng hỗ trợ sáng tác các tác phẩm Key có thể kể đến Tanaka Romeo, Ryukishi07 và Matsuyama Takeshi.
Key nhiều lần tham gia hội chợ Comiket kể từ Comiket 57 vào tháng 12 năm 1999, nơi họ bán các mặt hàng theo chủ đề Kanon; lần xuất hiện mới nhất của Key tại Comiket là vào dịp Comiket 91 diễn ra vào tháng 12 năm 2016. Trong những năm gần đây, Key tích cực tham gia các hội chợ và triển lãm anime bên ngoài Nhật Bản, nơi họ giao lưu với cộng đồng người hâm mộ và bán sản phẩm cho khách hàng hải ngoại của mình. Năm 2001, Visual Arts thành lập hãng thu âm Key Sounds Label nhằm mục đích phát hành album nhạc và đĩa đơn dành cho các nhạc phẩm liên quan đến những tựa game của Key cũng như những anime mà họ phối hợp sản xuất. Tính đến năm 2020, Key Sounds Label đã phát hành gần 200 đĩa nhạc. Từ năm 2007 đến 2010, Key tự sản xuất một chương trình phát thanh Internet gọi là Key Net Radio để quảng bá thương hiệu của họ.
Nhiều trò chơi của Key có thành tích nổi bật về mặt doanh số với việc liên tục đứng đầu các bảng xếp hạng trò chơi máy tính tại Nhật Bản trong nhiều tuần đầu tiên sau khi phát hành. Hầu hết chúng được chuyển thể thành nhiều loại hình truyền thông khác nhau như anime, manga, light novel và có những tác động nhất định đến văn hóa đại chúng. Một số visual novel của Key cũng được dịch sang tiếng Anh và phát hành trên toàn cầu qua nền tảng Steam. Tiên phong trong việc củng cố "nakige"—một phong cách thể loại hướng đến khả năng lấy nước mắt của người chơi, các tựa game của Key đã tạo ra nhiều ảnh hưởng đến xu hướng chung của dòng trò chơi này. Nghiên cứu của nhà phê bình Azuma Hiroki chỉ ra những yếu tố mà Key sáng tạo trong tác phẩm của họ có thể là một ví dụ tiêu biểu của sự chú trọng hướng đến văn học trong tiểu văn hóa otaku.

## Lịch sử
| 1999 | Kanon                                |
| 2000 | Air                                  |
| 2001 |                                      |
| 2002 |                                      |
| 2003 |                                      |
| 2004 | Clannad                              |
| 2004 | planetarian ~Chiisana Hoshi no Yume~ |
| 2005 | Tomoyo After ~It's a Wonderful Life~ |
| 2006 |                                      |
| 2007 | Little Busters!                      |
| 2008 | Little Busters! Ecstasy              |
| 2009 |                                      |
| 2010 | Kud Wafter                           |
| 2011 | Rewrite                              |
| 2012 | Rewrite Harvest festa!               |
| 2013 |                                      |
| 2014 |                                      |
| 2015 | Angel Beats! 1st Beat                |
| 2016 | Harmonia                             |
| 2017 |                                      |
| 2018 | Summer Pockets                       |
| 2019 |                                      |
| 2020 | Summer Pockets Reflection Blue       |
| 2021 | Loopers                              |
| 2021 | planetarian ~Snow Globe~             |
| 2021 | Lunaria: Virtualized Moonchild       |
| 2022 | Tsui no Stella                       |

Trước khi Key ra đời, các sáng lập viên lúc bấy giờ đang làm việc cho một thương hiệu phát triển visual novel khác là Tactics thuộc nhà xuất bản Nexton. Vào thời điểm sản xuất Dōsei, tựa game đầu tay của Tactics, bốn trong số những nhân viên về sau gia nhập Key sớm nhất đã tham gia phát triển trò chơi này: Hinoue Itaru là chỉ đạo nghệ thuật, Orito Shinji soạn nhạc, còn Miracle Mikipon và Shinory phụ trách khâu đồ họa vi tính. Sau khi phát hành Dōsei, những người còn lại—Hisaya Naoki, Maeda Jun và OdiakeS—mới đến Tactics và họ cùng phát triển hai tựa game khác: MOON. phát hành ngày 21 tháng 11 năm 1997, và ONE ~Kagayaku Kisetsu e~ phát hành ngày 29 tháng 5 năm 1998. Bất đồng ý kiến giữa Nexton và nhóm phát triển ở Tactics về cách sản xuất trò chơi tiếp theo đã khiến cho hầu hết nhân viên của thương hiệu này nghỉ việc để tìm kiếm một nhà xuất bản khác cho phép họ tự do sáng tạo tác phẩm kế tiếp.
Hinoue Itaru trước đây từng làm việc với Visual Arts một lần, và bà đã giới thiệu những đồng nghiệp của mình với giám đốc Visual Arts là Baba Takahiro. Baba trao cho nhóm phát triển quyền tự do như họ mong muốn, và họ chính thức chuyển sang làm việc cho Visual Art's rồi thành lập Key vào ngày 21 tháng 7 năm 1998. Lúc đó mặc dù trò chơi đầu tay của Key là Kanon vẫn đang trong những bước sản xuất đầu tiên, các nhà phát triển thực chất vẫn chưa quyết định được tên gọi cho thương hiệu của họ. Ban đầu thương hiệu dự định lấy tên Azurite (アズライト Azuraito, khoáng chất azurit), nhưng Maeda Jun cảm thấy không hài lòng và muốn một cái tên có thể giúp nắm bắt hình ảnh của hãng. Maeda nghĩ đến Key khi ông nhìn thấy cái tên này trên bảng hiệu của cửa hàng nhạc cụ mà ông luôn đi ngang qua trên đường từ nhà mình đến công ty, và ngay lập tức thích nó. Cuối cùng cái tên Key được hãng quyết định sử dụng bằng cách biểu quyết. Key phát hành Kanon vào ngày 4 tháng 6 năm 1999 như một trò chơi dành cho người lớn, mặc dù những cảnh có tính chất khiêu dâm đã được giữ ở mức tối thiểu. Sự thay đổi này đã giúp người chơi tập trung nhiều hơn vào câu chuyện của các nhân vật chính cũng như hình ảnh và âm nhạc, vốn là điều mới lạ đối với một visual novel lúc bấy giờ. Một năm sau, vào ngày 8 tháng 9 năm 2000, Key phát hành trò chơi thứ hai của họ là Air, cũng là một game dành cho người lớn và thiết kế cách truyền tải cốt truyện tương tự Kanon.
Tựa game thứ ba của Key là CLANNAD cũng có phong cách giống với hai visual novel trước đó, nhưng không chứa nội dung người lớn. CLANNAD dự định sẽ phát hành trong năm 2002 nhưng đã bị trì hoãn đến hai năm, và cuối cùng ra mắt ngày 28 tháng 4 năm 2004. Bảy tháng sau đó, Key tung ra trò chơi ngắn nhất của họ, planetarian ~Chiisana Hoshi no Yume~, vào ngày 29 tháng 11 năm 2004, vẫn thích hợp với mọi lứa tuổi. Trái ngược với những tác phẩm trước, planetarian là một visual novel tuyến tính không đòi hỏi người chơi chọn lựa hướng đi trong suốt quá trình thưởng thức; tiểu thể loại mới này được biết đến với tên kinetic novel. Tomoyo After ~It's a Wonderful Life~, visual novel thứ năm của Key, là một trò chơi dành cho người lớn và là spin-off của CLANNAD, phát hành vào ngày 25 tháng 11 năm 2005. Nội dung trò chơi mở rộng thêm kịch bản của nhân vật nữ chính Sakagami Tomoyo trong CLANNAD. Key phát hành tựa game thứ sáu, Little Busters!, vào ngày 27 tháng 7 năm 2007 mà không có nội dung người lớn, nhưng sau đó tung ra một phiên bản khác với nhan đề Little Busters! Ecstasy vào ngày 25 tháng 7 năm 2008, bổ sung các cảnh khiêu dâm, kịch bản và minh họa mới. Vào thời điểm đó, Little Busters! Ecstasy là tác phẩm dài nhất của Key.
Nhân kỷ niệm 10 năm thành lập Key, hãng và Visual Art's đã tổ chức một sự kiện dài hai ngày từ 28 tháng 2 đến 1 tháng 3 năm 2009 gọi là "Key 10th Memorial Fes: Ano Hi kara Hajimatta Bokura no Toki o Kizamu Uta" (～あの日から始まった僕らの時を刻む唄～ tạm dịch: Khúc ca theo năm tháng của chúng ta bắt đầu từ ngày hôm ấy). Key hợp tác cùng P.A. Works và Aniplex để sản xuất bộ anime truyền hình dài tập Angel Beats!, phát sóng từ tháng 4 đến tháng 6 năm 2010. Trò chơi thứ tám của Key là Kud Wafter phát hành ngày 25 tháng 6 năm 2010 như một spin-off dành cho người lớn của Little Busters!, với kịch bản mở rộng dành cho nhân vật nữ chính Noumi Kudryavka trong Little Busters! và Ecstasy. Tác phẩm thứ chín, Rewrite, ra mắt ngày 24 tháng 6 năm 2011 với phân hạng mọi lứa tuổi, và một fan disc mọi lứa tuổi của nó lấy nhan đề Rewrite Harvest festa! tiếp tục trình làng vào ngày 27 tháng 7 năm 2012. Tiếp nối kế hoạch phát triển sau dự án anime năm 2010, phần thứ nhất trong loạt sáu phần visual novel dài kỳ Angel Beats!, có tựa Angel Beats! -1st beat-, đã ra mắt ngày 26 tháng 5 năm 2015. So với bản phim, trò chơi này bổ sung một lượng đáng kể kịch bản và được viết lại nhiều tình tiết. Key một lần nữa hợp tác với P.A. Works và Aniplex để sản xuất bộ anime truyền hình dài tập Charlotte, phát sóng từ tháng 7 đến tháng 9 năm 2015. Nhân kỷ niệm 15 năm thành lập Key, kinetic novel Harmonia đến với công chúng toàn cầu vào ngày 23 tháng 9 năm 2016 qua phiên bản tiếng Anh trên nền tảng Steam, trong khi phiên bản tiếng Nhật phát hành sau đó vào ngày 29 tháng 12 năm 2016. Key ra mắt visual novel Summer Pockets vào ngày 29 tháng 6 năm 2018, và phiên bản mở rộng của nó với tựa Summer Pockets Reflection Blue đã phát hành ngày 26 tháng 6 năm 2020.
Key mở một trang web kỷ niệm 20 năm thành lập vào tháng 6 năm 2019; nhân dịp này, họ phát hành một bộ 50 đĩa CD tập hợp các sản phẩm âm nhạc trong suốt chiều dài lịch sử. Key hợp tác lần thứ ba với P.A. Works and Aniplex để sản xuất anime truyền hình Kami-sama ni Natta Hi lên sóng từ tháng 10 đến tháng 12 năm 2020. Công ty thông báo về kế hoạch phát triển bộ ba kinetic novel ngắn vào năm 2020: Loopers, Lunaria: Virtualized Moonchild, và Tsui no Stella. Loopers phát hành ngày 28 tháng 5 năm 2021. Lunaria: Virtualized Moonchild phát hành ngày 24 tháng 12 năm 2021. Tsui no Stella có kế hoạch ra mắt trong năm 2022. Key cũng triển khai dự án đa phương tiện Prima Doll vào tháng 10 năm 2020 trên cơ sở hợp tác cùng nhà chế tác mô hình nhựa và action figure Kotobukiya. Một xê-ri anime truyền hình dành cho Prima Doll dự kiến lên sóng trong năm 2022. Key phát hành planterian Ultimate Edition vào ngày 3 tháng 9 năm 2021, trong đó bao gồm planetarian ~Snow Globe~, phiên bản kinetic novel của một ngoại truyện ngắn cùng tên đã ra mắt một thời gian dài trước đây. Key hợp tác cùng nhà phát triển trò chơi điện tử Wright Flyer Studios để sản xuất một trò chơi nhập vai trên thiết bị di động có nhan đề Heaven Burns Red, đã ra mắt vào ngày 10 tháng 2 năm 2022 dành cho hệ điều hành iOS và Android.

### Key Sounds Label
Năm 2001, Visual Arts thành lập hãng thu âm Key Sounds Label (KSL). Các album nhạc và đĩa đơn do Key phát hành từ đó về sau đều mang nhãn hiệu này, có nghĩa là không tính hai album đầu tiên và một đĩa đơn ra mắt trước khi KSL chính thức thành lập. Album đầu tiên của Key Sounds Label là Humanity..., hầu như không liên quan gì đến các tác phẩm của Key ngoại trừ phiên bản phối lại ca khúc chủ đề mở đầu của AIR. Mọi đĩa nhạc do Key Sounds Label phát hành đều được ghi dấu bởi những nhà soạn nhạc chủ chốt của Key: Maeda Jun, Orito Shinji và trước đây là Togoshi Magome. Một số đĩa gồm những ca khúc hoàn toàn do các ca sĩ cộng tác với Key trình bày độc lập, ví dụ như ba đĩa đơn và một album tổng hợp của Lia, album Love Song của Riya từ eufonius và album Nature Couleur của Kitazawa Ayaka. Ba drama CD và hai đĩa thu âm web radio cũng được phát hành. Các đĩa nhạc của Key Sounds Label đều mang mã catalog theo ba danh mục: KSLA/KSLM, KSLC và KSLV. Tính đến năm 2020, đã có gần 200 đĩa nhạc gắn nhãn hiệu KSL.
Để kỷ niệm 10 năm thành lập Key, thương hiệu đã tổ chức một buổi hòa nhạc gọi là KSL Live World 2008: Way to the Little Busters! EX vào ngày 10 tháng 5 năm 2008 ở Tokyo, và biểu diễn lại vào ngày 17 tháng 5 năm 2008 ở Ōsaka, Nhật Bản. Mỗi buổi diễn kéo dài khoảng hai giờ rưỡi với các ca khúc thể hiện bởi Lia, Rita, Chata và Tamiyasu Tomoe, những nghệ sĩ từng góp giọng trong các album và đĩa đơn do Key Sounds Label phát hành trước đó. Kể từ đó, Key và Key Sounds Label đã tổ chức thêm nhiều buổi hòa nhạc tương tự ở Tokyo, thường lấy tên theo dự án sắp ra mắt của họ: nhạc hội thứ hai là KSL Live World 2010: Way to the Kud-Wafter từ 21 đến 22 tháng 5 năm 2010; nhạc hội thứ ba là KSL Live World 2013: Way to the Little Busters! Refrain vào ngày 16 tháng 9 năm 2013; nhạc hội thứ tư KSL Live World: Way to the Angel Beats! -1st- từ 11 đến 12 tháng 4 năm 2015 nhân kỷ niệm 15 năm thành lập Key; nhạc hội thứ năm là KSL Live World 2016: The Animation Charlotte & Rewrite vào ngày 30 tháng 4 năm 2016; nhạc hội thứ sáu là KSL Live World 2018: Summer Pockets ＆ Key's Best Night vào ngày 6 tháng 5 năm 2018; và nhạc hội mới nhất là KSL online 2021: Kaginado dưới hình thức trực tuyến vào ngày 18 tháng 4 năm 2021.
Ngày 29 tháng 7 năm 2012, trong loạt sự kiện kỷ niệm 20 năm thành lập công ty mẹ Visual Arts, Key Sounds Label và nhóm nhạc I've Sound đã đồng tổ chức một đại nhạc hội đặc biệt kéo dài khoảng năm giờ gọi là Visual Art's Dai Kansha-sai Shift:NEXT→Generation! -Kimi to Kanaderu Ashita e no Uta- (ビジュアルアーツ大感謝祭 Shift:NEXT→
Generation! -きみとかなでるあしたへのうた- Bijuaru Ātsu Dai Kansha-sai Shift:NEXT→Generation! -Kimi to Kanaderu Ashita e no Uta-, tạm dịch: Đại lễ Tạ ơn Visual Art's Shift:NEXT→Generation! -Tấu lên khúc nhạc của ngày mai bên bạn-) tại Yokohama Arena ở Yokohama, tỉnh Kanagawa. Đêm diễn chia làm hai phần: trong nửa đầu các nghệ sĩ của I've Sound biểu diễn những ca khúc từng sử dụng trong các trò chơi đến từ những thương hiệu khác của Visual Art's, và nửa sau có sự góp mặt của nhiều nghệ sĩ từng thể hiện những ca khúc dùng trong các tác phẩm của riêng Key. Chương trình cũng được phát trực tiếp trên trang chia sẻ video Nico Nico Douga. Đĩa Blu-ray thu lại toàn bộ nhạc hội đã phát hành ngày 30 tháng 1 năm 2013.

### Key Net Radio
Key sản xuất một chương trình phát thanh Internet gọi là Key Net Radio (Keyらじ Key Raji) để quảng bá thương hiệu từ ngày 13 tháng 12 năm 2007 đến 30 tháng 8 năm 2010. Phát thanh viên gồm Orito Shinji và Hinoue Itaru của Key, cùng một người phụ nữ tên là Chiro vốn làm việc ở Pekoe, một hãng visual novel khác cũng thuộc Visual Art's. Thính giả có thể gửi câu hỏi, cảm nghĩ và bất cứ đề xuất nào của họ cho chương trình, sau đó chúng sẽ được đưa lên tổng đài. Các buổi phát thanh có thể tải về từ trang web chính thức của Key, ngoài ra chín buổi đầu tiên có thể tải về từ blog chính thức của chương trình. Các chương trình đã phát cũng có thể nghe lại trên kênh YouTube của Visual Art's là Visual Channel. Bên cạnh những buổi phát thanh trực tuyến truyền thống, phát thanh viên cũng tổ chức hai sự kiện giao lưu vào các năm 2009 và 2011 ở Ōsaka cùng những buổi ghi hình trực tiếp qua Ustream hay Nico Nico Douga.
Trong sáu buổi phát thanh đầu tiên, chương trình được chia thành năm góc, hay chuyên mục, bắt đầu với những lời chào mừng của phát thanh viên và tiếp nối bằng những cảm nghĩ và ấn tượng đối với chương trình mà thính giả gửi về. Góc thứ ba là đoạn hội thoại vui vẻ giữa các phát thanh viên; kế đến các phát thanh viên đọc thư của thính giả, trong đó bày tỏ tình cảm nồng nhiệt họ dành cho Key. Góc thứ tư giải đáp những thắc mắc có liên quan do thính giả gửi về, và khép lại là tiết mục thổi sáo của Orito; thính giả có thể gửi thỉnh cầu các nhạc phẩm họ muốn ông thể hiện. Hai chuyên mục khác được thêm vào từ buổi phát thanh thứ bảy. Góc thêm thứ nhất xoay quanh những mẫu chuyện kinh dị mà các phát thanh viên tự kể hay đọc lại từ thư của thính giả, lý do là bởi Hinoue thích các câu chuyện như vậy. Góc thêm tiếp theo là thư thỉnh cầu của thính giả trong đó miêu tả một nhân vật hư cấu mới, và Hinoue sẽ tiếp nhận các ý kiến đó để tạo ra nhân vật mới có kết hợp những yếu tố trong thư. Nhạc nền lấy từ các đĩa nhạc do Key Sounds Label phát hành được tấu suốt buổi phát thanh.

### Tham gia hội chợ và sự kiện
Comiket, viết tắt của Comic Market, là một hội chợ truyện tranh quy mô lớn được tổ chức hai lần mỗi năm tại Tokyo, Nhật Bản vào tháng 8 (Comiket mùa hè) và tháng 12 (Comic mùa đông). Key đã nhiều lần tham gia hội chợ này kể từ Comiket 57 diễn ra vào tháng 12 năm 1999, nơi họ bán các mặt hàng theo chủ đề Kanon (bởi vì lúc bấy giờ đó là tựa game duy nhất của họ); một trong số chúng là chiếc bật lửa Zippo. Những mặt hàng đầu tiên theo chủ đề AIR đã được bán trong Comiket 59 diễn ra vào tháng 12 năm 2000. Sản phẩm điển hình gồm: bưu thiếp, thẻ điện thoại, lịch, áp phích và album nhạc. Mọi mặt hàng mà Key bán tại Comiket đều liên quan đến tác phẩm của thương hiệu. Dưới danh nghĩa công ty mẹ Visual Art's, Key thường tham gia Comiket mùa đông trong cùng gian hàng với các thương hiệu khác của công ty mẹ, nhưng vẫn có lúc xuất hiện tại Comiket mùa hè, chẳng hạn như Comiket 70 diễn ra vào tháng 8 năm 2006, nơi họ bán hàng hóa theo chủ đề planetarian ~Chiisana Hoshi no Yume~.
Gói sản phẩm Key bán tại Comiket kể từ Comiket 63 có giá dao động từ 3.000 đến 5.000 yên. Gói này cũng bao gồm các đĩa nhạc phát hành dưới nhãn hiệu hãng thu âm Key Sounds Label, bắt đầu tham gia Comiket từ Comiket 60 diễn ra vào tháng 8 năm 2001 với hai sản phẩm đầu tiên của hãng là Humanity... và "Natsukage / Nostalgia". Nếu vẫn còn hàng tồn kho, Visual Art's sẽ bán trực tuyến tất cả sản phẩm hậu Comiket thay cho các thương hiệu của họ. Sau kỳ Comiket 73 vào tháng 12 năm 2007, Visual Art's cho phép đặt hàng qua thư điện tử từ ngày 4 tháng 3 năm 2008 và chỉ sáu hôm sau vào ngày 10 tháng 3, Key thông báo rằng tất cả mặt hàng còn lại của họ sau hội chợ đã được bán hết. Lần tham gia Comiket gần đây nhất của Key là Comiket 91 diễn ra vào tháng 12 năm 2016. Trong gói sản phẩm chính thức, hãng đã bán phiên bản tiếng Nhật và áp phích Harmonia, CD nhạc của Rewrite, sách tranh gia đình dango trong CLANNAD, một tập ký họa về tác phẩm sắp ra mắt Summer Pockets và một cuộn lịch treo tường. Key tham dự một sự kiện tương tự Comiket gọi là character1 tại Tokyo, Nhật Bản vào ngày 2 tháng 5 năm 2011. Họ đã bán nhiều mặt hàng liên quan đến Angel Beats! và Charlotte, tiêu biểu là gối ôm dakimakura.
Key cũng tham gia những hội chợ quốc tế bên ngoài Nhật Bản, lần đầu tiên là tại sự kiện Japan Expo USA 2nd Impact, diễn ra ở San Mateo, California, Hoa Kỳ và kéo dài trong ba ngày của tháng 8 năm 2014. Hãng đã thông báo về dự án hợp tác với Sekai Project để phát hành phiên bản tiếng Anh của planetarian và CLANNAD Full Voice Edition trên nền tảng Steam, đồng thời bán nhiều mặt hàng liên quan đến các tác phẩm của họ. Sự kiện có sự góp mặt của Okano Touya, một trong các tác giả kịch bản của CLANNAD. Tháng 6 năm 2015, Key mở một trang web cung cấp thông tin về những sự kiện hải ngoại mà họ dự định tham dự. Trong cùng năm, hãng đã xuất hiện trong bốn sự kiện quốc tế, gồm: Chara Expo 2015 ở Singapore (20–21 tháng 6); Anime Expo 2015 ở Los Angeles, Hoa Kỳ song song với Japan Expo 2015 ở Paris, Pháp (2–5 tháng 7); và Creative Paradise 02 ở Hồng Kông (25–26 tháng 7). Năm 2016, Key tiếp tục chuyến "lưu diễn" của họ (lúc này được gọi là Key World Tour 2016) qua các sự kiện: Anime Central 2016 ở Rosemont, Illinois, Hoa Kỳ (20–22 tháng 5); Visual Arts Expo 2016 ở Kuala Lumpur, Malaysia (3–5 tháng 6); Anime Expo 2016 ở Los Angeles, Hoa Kỳ (1–4 tháng 7); C3 Chara Expo 2016 ở Singapore (9–10 tháng 7); và Creative Paradise 03 ở Hồng Kông (29–31 tháng 7).

## Nhân viên

### Chính
Những nhân viên chính của Key làm việc trực tiếp tại hãng phát triển visual novel, cũng như tại Visual Arts. Một trong những sáng lập viên của Key, Maeda Jun, đã tham gia hoạch định sản xuất trong nhiều dự án trò chơi khác nhau và là một trong những nhà biên kịch chính của hãng; ông cũng sáng tác nhạc cho hầu hết visual novel của Key. Maeda tuyên bố rời khỏi vị trí biên kịch chính từ sau Little Busters! Ecstasy, nhưng vẫn đóng góp vào khâu âm nhạc trong các trò chơi của Key. Tuy nhiên, Maeda tiếp tục tham gia phát triển và viết một phần kịch bản visual novel Angel Beats! 1st Beat, đồng thời là người lên ý tưởng cho Summer Pockets. Maeda cũng là nhà biên kịch và soạn nhạc duy nhất trong trò chơi di động Heaven Burns Red. Na-Ga, họa sĩ chính của Key, chủ yếu vẽ phông nền cho những visual novel đầu tiên của hãng, nhưng đã cùng ngồi lên ghế chỉ đạo nghệ thuật với cựu họa sĩ Hinoue Itaru trong dự án Little Busters!. Fumuyun là họa sĩ chủ chốt thứ hai của Key, bắt đầu gia nhập công ty kể từ Summer Pockets và trở thành một trong những nhà thiết kế nhân vật chính của phiên bản mở rộng Summer Pockets Reflection Blue. Các họa sĩ đồ họa Shinory, Mochisuke và yucchi phụ trách khâu đồ họa máy tính trong nhiều trò chơi của Key. Orito Shinji, một sáng lập viên khác và là nhà soạn nhạc chính của Key, đã sản xuất âm nhạc trong phần lớn dự án phát triển game của hãng. Kai ban đầu là một trong những nhà biên kịch chính của Clannad, về sau đã nhiều lần hoạch định phát triển và viết kịch bản các trò chơi của Key, trở thành nhân viên thường trực của công ty.

### Cựu nhân viên và thuê ngoài
Nhiều nhân viên của Key đã rời khỏi công ty theo thời gian, hoặc là đã có một thời gian ngắn cộng tác với những đóng góp thuê ngoài. Hisaya Naoki là một trong số những nhân viên chính thức ban đầu của Key, ông đã viết phần lớn kịch bản cho Kanon, nhưng sau khi dự án này hoàn tất, ông xin từ chức và rời khỏi công ty. Một nhân viên khác trong nhóm phát triển Kanon là OdiakeS, nhạc sĩ thuê ngoài đã giúp đỡ Key tạo ra hai album nhạc, một cho Air và một cho Clannad, nhưng đã không còn liên hệ với công ty từ năm 2004. Hai nhân viên khác chỉ cộng tác với Key trong Air: Ishikawa Takashi là một trong hai nhà biên kịch chính. Fujii Kazuki với vai trò trợ lý kịch bản; Din, họa sĩ đồ họa cảnh nền cho Kanon và Air, đã từ chức khi dự án Air hoàn tất và chuyển sang làm cho công ty khác. Air và Clannad có sự trợ giúp của Okano Tōya trong phần kịch bản; sau này Okano vẫn duy trì sự hiện diện trong nhiều dự án của Key, và là người hoạch định kiêm đạo diễn của Lunaria: Virtualized Moonchild. Một trong những họa sĩ đồ họa vi tính đầu tiên là Miracle Mikipon, đã rời khỏi Key sau Clannad. Một nhà biên kịch đáng chú ý khác là Suzumoto Yūichi, cộng tác với Key từ Air đến planetarian; Suzumoto tiếp tục làm việc cho nhiều thương hiệu khác của Visual Arts cho đến tháng 9 năm 2005, khi ông đệ đơn từ chức và rời khỏi công ty. Komatsu Eeji làm chỉ đạo nghệ thuật cho Key chỉ trong planetarian, và một họa sĩ khác, Fumio, chỉ giữ chiếc ghế chỉ đạo nghệ thuật trong Tomoyo After. Với Loopers, Key mời họa sĩ Mochizuki Kei minh họa toàn bộ; với Lunaria: Virtualized Moonchild, họa sĩ Saeki Sora phụ trách thiết kế nhân vật cùng với Fumuyun; còn Tsui no Stella được phụ trách bởi họa sĩ duy nhất là Swav với phần nhạc nền do Ice sáng tác. Kashida Leo là nhà văn thuê ngoài, đóng góp trong Tomoyo After, Little Busters! và Angel Beats! 1st Beat. Shirokiri Chika, một nhà văn thuê ngoài, tham gia viết kịch bản cho Little Busters!, và sau đó là người viết kịch bản chính trong Kud Wafter.
Hai nhà soạn nhạc, Manack và PMMK hỗ trợ phần âm nhạc trong Little Busters!, và MintJam là người hòa âm lại các nhạc phẩm này. Togoshi Magome, tham gia Key kể từ Air, giữ vai trò là một trong những nhạc sĩ chủ chốt của công ty, nhưng ông đã từ chức vào tháng 10 năm 2006, sau khi kết thúc công việc trong Little Busters!. Hai nhà văn thuê ngoài khác đã trợ giúp Key trong khâu kịch bản của Rewrite và fan disc Rewrite Harvest festa! là Ryukishi07 của nhóm 07th Expansion, và Tanaka Romeo. Ryukishi07 trở lại với vai trò nhà biên kịch duy nhất của Loopers, và Tanaka tiếp tục đảm trách kịch bản cho Tsui no Stella. Rewrite và Harvest festa! còn ghi nhận sự đóng góp của ba nhà soạn nhạc thuê ngoài: Iuchi Maiko của I've Sound, Hosoi Sōshi, và Mizutsuki Ryō. Mizutsuki về sau quay lại cống hiến các nhạc phẩm cho Harmonia, Summer Pockets và Lunaria: Virtualized Moonchild; trong khi Hosoi tiếp tục tham gia vào khâu âm nhạc của dự án Loopers. Tiểu thuyết gia chuyên về light novel Matsuyama Takeshi được mời chấp bút cho Lunaria: Virtualized Moonchild. Takeshita Tomohiro và Donmaru là những nhân viên liên kết với công ty mẹ Visual Arts, đã tích cực sáng tác nhạc cho nhiều visual novel và anime của Key, tuy nhiên Takeshira sau đó rời khỏi công ty vào tháng 7 năm 2019. Sau khi Maeda Jun tuyên bố rút lui khỏi ghế biên kịch chính, Tonokawa Yūto gia nhập Key và làm việc trong dự án Little Busters!. Tonokawa sau đó tham gia biên kịch Rewrite và Harvest festa!, nhưng từ chức và rời Key vào năm 2015. Hinoue Itaru, một trong những nhà sáng lập Key, từng là họa sĩ chính và đồng thời là người chỉ đạo nghệ thuật kiêm thiết kế nhân vật duy nhất cho sáu trò chơi của công ty. Hinoue rời Key vào tháng 9 năm 2016 sau khi minh họa cho Harmonia. Hai họa sĩ thuê ngoài Izumi Tsubasu và Nagayama Yūnon đã phụ trách thiết kế nhân vật cho Summer Pockets cùng với các họa sĩ của Key.

## Tác động

Lá thẻ bài Lycèe Trading Card Game in hình nhân vật Hoshino Yumemi trong planetarian ~Chiisana Hoshi no Yume~.

Theo tác phẩm A History of Adult Games của Todome Satoshi, Key đã tạo ra nhiều tác động đến thế giới visual novel (mà chủ yếu là biến thể của game người lớn) ngay từ khi công ty còn chưa thành lập và hầu hết các sáng lập viên đang cộng tác với hãng Tactics của Nexton. Chịu ảnh hưởng từ visual novel To Heart của Leaf phát hành năm 1997, những nhân viên của Key tại Tactics đã hình thành nên tên gọi cho một khái niệm mới của trò chơi: mở đầu là những khoảnh khắc lãng mạn nồng ấm xen lẫn hài hước, kế đến là nỗi đau của sự chia cắt và mất mát, cuối cùng là sự tái hợp của những khung bậc cảm xúc; đây gọi là nhánh "crying game" (game khóc) của dòng bishōjo, mà sau này đã giúp tạo ra thể loại Nakigē (泣きゲー) và phát triển thành một hướng đi mới cho các visual novel đời kế tiếp. Mục đính chính của dạng trò chơi như vậy là giúp người chơi có mối đồng cảm sâu sắc với các nhân vật và bật khóc vì các tình huống bi kịch, để lại một ấn tượng và tác động lớn đến tâm lý người chơi sau khi họ hoàn thành tác phẩm. Tựa game thứ ba của Tactics là ONE ~Kagayaku Kisetsu e~ đã được phát triển dựa trên khái niệm này.
Sau khi hoàn thành ONE, nhóm phát triển đã bỏ Tactics và thành lập Key, đó là nơi họ cho ra đời siêu phẩm Kanon, cũng dựa trên khái niệm này. Kanon được "thổi phồng lên nhiều khi quảng cáo [và] có những game thủ đã thiếu kiên nhẫn cho đến ngày nó ra mắt. Nó, cho đến thời điểm này, chỉ là một trò chơi điện tử do Key phát hành, nhưng [nó] đã tạo ra một cơn sóng chấn động đến toàn ngành công nghiệp. Và một trò chơi khác [AIR], hai năm sau đó, thậm chí còn gây chấn động hơn cả. AIR cũng được cường điệu lên và đều được đón nhận như nhau." Kanon là một bước ngoặt lớn của bishōjo game, trái với các tựa game trước luôn chú trọng đến những cảnh quan hệ tình dục, trò chơi này đã giúp người chơi tập trung nhiều hơn vào việc tận hưởng âm nhạc và kịch bản, đồng thời "có được những trải nghiệm mới về một tình cảm trong sáng và sự đau khổ đến nghẹn ngào." Sự thành công của ONE và nhất là Kanon đã củng cố tên gọi "crying game", dần dần khái niệm này được áp dụng cho các visual novel khác của những hãng chịu ảnh hưởng từ Key. Điển hình gồm: Kana ~Little Sister~ của Digital Object, dòng Memories Off của KID, D.C.: Da Capo của Circus, Snow của Studio Mebius (cũng thuộc Visual Art's) và Wind ~A Breath of Heart~ của Minori.
Ryukishi07 của nhóm 07th Expansion đã viết về việc ông chịu ảnh hưởng từ Key như thế nào để áp dụng trong khâu kế hoạch của Higurashi no Naku Koro ni vào năm 2004. Ryukishi07 đã từng chơi các trò chơi của Key, cùng nhiều hãng visual novel khác, nhằm mục đích tham khảo, và phân tích chúng để tìm ra lý do tại sao chúng trở nên nổi tiếng. Ông đã phát hiện ra bí mật đó là cái cách mà kịch bản được tạo dựng để hình thành nên một cốt truyện với phần mở đầu rất bình thường, mỗi ngày lại khám phá ra những chuyện thú vị và mới mẻ, nhưng sau đó bi kịch sẽ bất ngờ xuất hiện khiến người chơi bị sốc và bật khóc. Ông đã dùng mô hình tương tự cho khái niệm cơ bản của Higurashi nhưng thay vì khiến người chơi khóc, Ryukishi07 muốn tạo cảm giác sợ hãi cho họ bằng cách thêm vào các yếu tố kinh dị. Làm như vậy, Ryukishi07 hy vọng trở thành một đối tác với Key, công ty mà ông mô tả là "hãng sản xuất kiệt tác".
Key là một trong mười bảy thương hiệu của Visual Art's tham gia trò chơi Lycèe Trading Card Game do Broccoli sản xuất. Ba trong số bốn bộ thẻ bài đầu tiên của Visual Art's đã in hình các nhân vật từ năm visual novel đầu tiên của Key; từ bộ thứ năm đến thứ bảy có sự góp mặt của các nhân vật trong bốn trò chơi kế tiếp. Những nhân vật trong chuyển thể anime của Kanon, AIR và CLANNAD được vinh hạnh có một bộ thẻ bài riêng. Ngoài ra còn có nhiều tấm in hình các nhân vật của Key trong tổng số 728 thẻ bài khuyến mại cực hiếm. Một số hãng visual novel có tên tuổi lớn khác cũng xuất hiện trong các thẻ bài, đó là: AliceSoft, August, Leaf, Navel và Type-Moon.

### Leaf, Key BBS
Một bảng công báo hệ thống (BBS) có giao diện dựa trên diễn đàn internet có tiếng ở Nhật Bản, 2channel (2ch), được thành lập vào ngày 26 tháng 1 năm 2000 với tên "Leaf, Key BBS" (leaf,key掲示板 leaf,key Keijiban), hay còn có biệt danh là "Leaf-Key Board" (葉鍵板 Ha-Kagi Ita). BBS này bắt nguồn từ diễn đàn thảo luận trò chơi điện tử của 2ch do một tranh chấp liên quan đến trò chơi Kizuato vào tháng 12 năm 1999; Kizuato là trò chơi đầu tay của Leaf, một công ty sản xuất visual novel nổi tiếng khác. Cuối cùng, người hâm mộ tựa game này chuyển sang thảo luận tại diễn đàn game người lớn của 2ch, nhưng ở đó sự việc cũng không được giải quyết nhiều hơn, đồng thời người hâm mộ Key trên diễn đàn dần ít quan tâm hơn đến các cuộc thảo luận về Kanon và, tại thời điểm đó, trò chơi sắp tới của công ty là AIR. Kết quả, những fan của Leaf và Key chuyển dần các cuộc thảo luận từ 2ch đến một không gian mới thành lập trên diễn đàn internet PINKchannel. Những hoạt động của diễn đàn này đều thảo luận mọi vấn đề liên quan đến Leaf và Key. Bao gồm cả những sản phẩm sản xuất, về những nhân viên và về cả chính hai công ty này. BBS đạt đến mốc 900 bài đăng vào tháng 3 năm 2010. Giống như 2ch, BBS có một nhóm vô danh đăng bài được thiết lập mặc định với tên "Nanashi-san Dayomon" (名無しさんだよもん), bắt nguồn từ nhân vật nữ chính Nagamori Mizuka trong ONE ~Kagayaku Kisetsu e~, người thường dùng các từ "dayo" và "mon" khi giao tiếp.